# Касијан Углички
Касијан Углички, Касијан Грк (Касијан Учемски, рођ. Константин Гаврас; у. 2. октобар 1504) - монах Руске православне цркве грчког порекла, оснивач манастира Касијана Учемског.
Канонизован је као светитељ. Православна црква га помиње 21. маја (3. јуна).

## Биографија
Константин је потекао из грчке владарске породице из кнежевине Теодоро, која је припадала споредној грани породице Комнена. Учествовао је у одбрани Цариграда од Турака и 29. маја 1453. године био је међу преживелима. Био је један од блиских сарадника Томе Палеолога, преселио се у Мореју, а одатле 1460. на Крф, где је живео 5 година. У јесен 1465. дошао је у Рим као део пратње деце Томе Палеолога.
Дана 12. новембра 1472. стигао је у Русију у пратњи Софије Палеолог, невесте великог кнеза Ивана III. Живео је на великокнежевском двору 10 година и 1482. напустио Москву и пришао осрамоћеном архиепископу ростовском Јоасафу. Годину дана касније, повукао се у манастир Ферапонтов, где је замонашен под именом Касијан у част Касијана Римљана.
Северно изгнанство дало је Касијану много. У манастиру Ферапонтов упознао је познате људе тог времена као што су Нил Сорски, Спиридон Кијевски, Дионисије. Тамо се поново окренуо  писању књига. Године 1477. Касијан и неколико монаха напуштају манастир Ферапонтов.
Након састанка са угличким кнезом Андрејем Васиљевичем, Касијан је започео изградњу манастира на реци Учми, 20 км северно од Углича. Године 1479. Андреј Васиљевич је издвојио средства за стварање нове, камене цркве Успења Богородице и подарио земљиште манастиру, тако да су се његови поседи протезали до села Золоторучја, односно скоро до Углича.
После 1491. године, када није било подршке угличког кнеза, манастир је пропао. Сам Касијан је умро 4. октобра 1504. године у доби од око 80 година. За све време свог боравка у манастиру, његов ктитор никада није тражио пут до власти и није изразио жељу да постане игуман. Његове свете мошти су сахрањене у истом манастиру. Манастир је укинут 1764. године, а његове цркве су добиле парохијски статус.
Угличка хроника бележи многа чуда која су се догодила молитвама светитеља, посебно његову одбрану свог манастира од пољских војника 1609-1611.